# 吉田雅美
吉田雅美（日语：／ Yoshida Masami，1958年6月14日—2000年3月7日），日本男子标枪运动员。他曾参加1984年夏季奥运会、1988年夏季奥运会和1992年夏季奥运会标枪比赛，还曾获得1990年亚洲运动会男子标枪金牌。